# Витебские ковры
ОАО «Витебские ковры» (бел. ААТ «Віцебскія дываны») — белорусская компания по производству ковров, расположенная в Витебске.

## История
В 1947 году в Витебске начал работу ковровый комбинат (до 1956 года — коврово-плюшевый комбинат), созданный на базе основанной в 1898 году бельгийскими акционерами Витебской льнопрядильной фабрики «Двина». Для создания комбината использовалось оборудование, полученное по репарациям из Германии. В августе 1947 года комбинат выпустил первую продукцию, в ноябре запущена в эксплуатацию первая очередь комбината (27 плюшевых и 73 коврово-ткацких станка). В 1949—1953, 1956—1957 и 1965—1991 годах комбинат подчинялся Министерству лёгкой промышленности БССР. В 1957 году проведена реконструкция предприятия, станки для набивных ковров были заменены на коврово-ткацкие аксминстерские станки. В 1968 году ковровый комбинат переименован в честь 50-летия БССР. В 1970 году в комбинату была присоединена фабрика нетканых материалов, основанная в 1947 году. В 1978 году на комбинате была введена в эксплуатацию фабрика прошивных ковровых изделий. В 1980 году комбинат преобразован в производственное ковровое объединение имени 50-летия БССР. В 1992 года — в концерне «Беллегпром». В феврале 1994 года комбинат преобразован в ОАО «Витебские ковры». Было выпущено 300 436 акций, из которых 5,8 было выкуплено работниками, 6,1 % приобретено работниками и другими гражданами за чеки «Имущество», остальные акции остаются в собственности государства. 28 апреля 1995 года состоялось первое собрание акционеров, на котором генеральным директором избран Александр Федорук. В 2000—2010-е годы комбинат обновлял парк станков, устанавливая новое австрийское, бельгийское и немецкое оборудование.

## Художественные особенности
Стилистика производимых в Витебске ковров претерпевала изменения. В конце 1940-х — начале 1950-х годов использовались композиционные схемы классического восточного ковра, но с традиционными белорусскими геометрическими орнаментами. Для некоторых изделий использовались орнаменты других народов. В 1960-е — 1970-е годы получили распространение аксминстерские ковры, цветовая гамма стала более светлой, чаще стали использоваться раппортные (модульные) эклектические композиции. В конце 1970-х годов начинает чаще применяться бордюр вместо каймы, меняются цветовые решения (художники Попова, Федорович, Шестовский), в конце 1980-х годов распространяются ассоциативные образцы, сложный растительный и геометрический орнамент (художники Бычковская, Кабанова, Свириденко, Цыбульская).

## Современное состояние
По состоянию на 2019 год мощности предприятия позволяют выпускать 24,4 млн м² ковровых изделий ежегодно. В 2018 году было произведено 3251 тыс. м² тканых ковров и ковровых изделий на 35,9 млн руб., 19 783 тыс. м² прошивных ковров и ковровых изделий на 74,2 млн руб., 1862 тыс. м² ватина на 0,6 млн руб. Около 90 % продукции экспортируется. Собственная торговая сеть насчитывала на 2019 год 28 магазинов в Республике Беларусь и 5 в Российской Федерации. По оценкам предприятия, оно занимает более 50 % рынка ковров в Республике Беларусь.
51,1 % акций предприятия принадлежит государству, 47,4 % — физическим лицам, 1,5 % — юридическим лицам.